# Aleksandr Alekseevich Moiseev
Aleksandr Alekseevich Moiseev (em russo: Александр Алексеевич Моисеев; aldeia Borskoe, distrito de Gvardeysky, Oblast de Kaliningrado 16 de abril de 1962) é um oficial naval russo que atualmente é o Comandante-em-Chefe da Marinha Russa desde 2 de abril de 2024. 
Moiseev é almirante desde 2020, em 2011 ele foi condecorado com o título de Herói da Federação Russa.
Em 2018, ele assumiu a liderança da Frota do Mar Negro e gerenciou um período de crescimento da frota. Além disso, suas ações geraram polêmica sobre as relações com a Ucrânia após o conflito entre Rússia e Ucrânia e o incidente ocorrido no Estreito de Querche em novembro de 2018. Em maio de 2019, foi designado como comandante da Frota do Norte e do Comando Estratégico Conjunto da mesma.
Em março de 2024, Moiseev tornou-se o comandante final do comando conjunto.  Ele foi designado como comandante-chefe interino da Marinha Russa, antes de assumir oficialmente o cargo em 2 de abril, substituindo Nikolai Yevmenov. 

## Início de carreira
Moiseev nasceu em 16 de abril de 1962 na vila de Borskoe no distrito de Gvardeysky, no Oblast de Kaliningrado, na União Soviética.  Ele completou o ensino médio e uma instituição focada em cinema em Sovetsk, Oblast de Kaliningrado, em seguida, atuou como técnico em uma oficina de conserto de filmes na cidade de Berezniki, Oblast de Perm. Em 1981, foi chamado para servir no serviço militar no Distrito Militar dos Urais e, entre os anos de 1982 e 1987, frequentou o Instituto Naval de Rádio-Eletrônica A. S. Popov em Leningrado.  Ele então se juntou à Frota do Norte, onde passaria os próximos 29 anos, inicialmente como engenheiro em submarinos movidos a energia nuclear e, no final, ascendendo ao posto de comandante do esquadrão de submarinos da frota.  

## Submarinista
A partir de junho de 1987, ele fez parte da divisão de engenharia de computação e, a partir de setembro de 1990, foi chefe da divisão de guerra eletrônica. Em fevereiro de 1992, ele se tornou comandante assistente sênior de combate a bordo do K-117 Bryansk. De julho a outubro de 1994, foi assistente sênior do comandante do submarino de mísseis balísticos da classe Delfin do Projeto 667BDRM K-18 Karelia.  Durante seu tempo neste posto, ele fez parte de uma expedição ao Polo Norte, onde o submarino subiu à superfície e, no Dia da Marinha Russa, levantou as bandeiras de Santo André e da Rússia sobre o gelo. Em reconhecimento à sua contribuição, Moiseev foi agraciado com a Ordem da Coragem. Entre 1994 e 1995, ele cursou as Classes de Oficiais Especiais Superiores da Marinha e, posteriormente, assumiu o comando do submarino de mísseis balísticos K-407 Novomoskovsk. Em 7 de julho de 1998, um submarino lançou dois microssatélites comerciais alemães, o Tubsat-N e o Tubsat-N1, utilizando o foguete Shtil', enquanto se encontrava submerso no Mar de Barents. Segundo informações do Space Today Online, esse evento marcou "a estreia de um envio de carga comercial da Terra para a órbita a partir de um submarino, além de ser o primeiro lançamento espacial comercial na trajetória da Marinha Russa". 

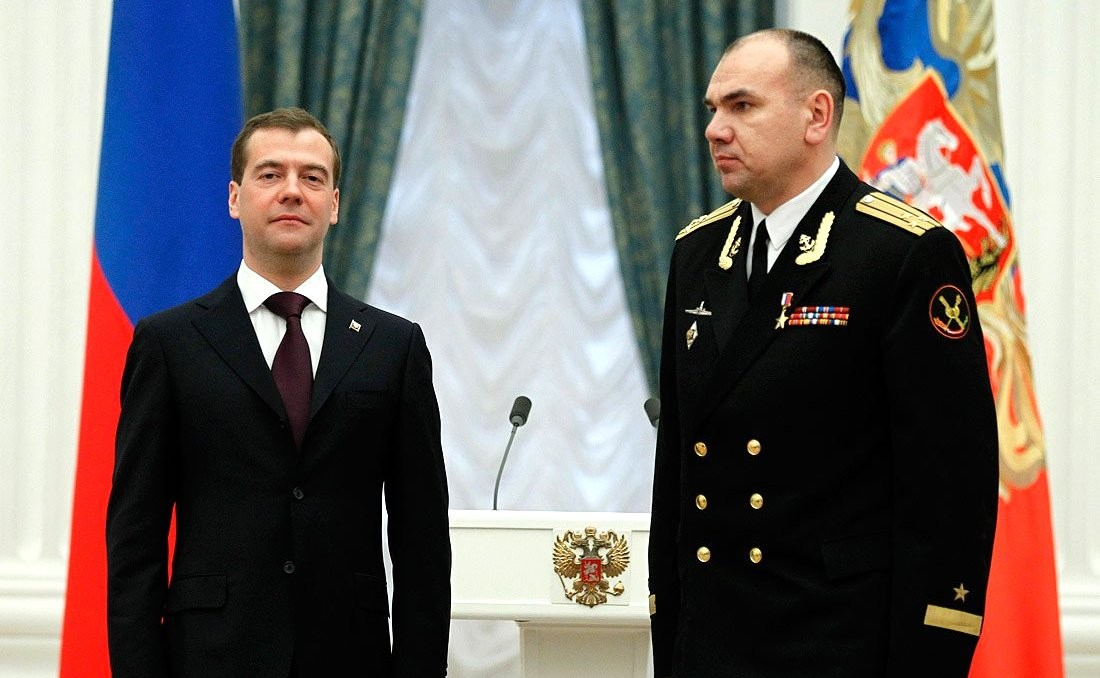
Capitão de 1ª classe Moiseev com o Presidente Russo Dmitri Medvedev em 21 de fevereiro de 2011 para a concessão do título de Herói da Federação Russa

Em 2001, ele entrou na Academia Naval N. G. Kuznetsov, formando-se com honras em 2003. De 2003 a 2007, atuou como Chefe do Estado-Maior da 31ª Divisão Submarina da Frota do Norte, assumindo o comando da divisão de 2007 a 2009.  Em 2008, ele atuava como oficial sênior a bordo do K-44 Ryazan durante sua transferência da Frota do Norte para a Frota do Pacífico, passando longos períodos submerso sob o gelo do Ártico.  Por esse feito, ele foi condecorado com uma segunda Ordem da Coragem. Inscreveu-se na Academia Militar do Estado-Maior em 2009, graduando-se em 2011 com honras de primeira classe e a distinção de uma medalha de ouro.  Em 14 de fevereiro de 2011, ele recebeu o título de Herói da Federação Russa . Na cerimônia de premiação de 21 de fevereiro, o presidente da Federação Russa, Dmitri Medvedev, anunciou:
"A Estrela de Ouro do Herói da Rússia é concedida a Aleksandr Alekseevich Moiseev, comandante da divisão estratégica de submarinos da Frota do Norte. Durante suas patrulhas de combate, sob sua liderança, testes das mais novas armas foram realizados com sucesso e uma série inteira de lançamentos de foguetes foi realizada. Como Comandante Supremo, assisti a esses exercícios. E, de fato, tudo foi feito com um padrão muito alto." 

## Classificação da bandeira e o Mar Negro
Moiseev foi nomeado vice-comandante das forças submarinas da Frota do Norte em junho de 2011 e, tornou-se seu comandante da mesma em abril de 2012.    Em 20 de fevereiro de 2013 foi promovido a contra-almirante, serviu como deputado do Conselho de Deputados de Alexandrovsk, Oblast de Murmansque, e em 5 de abril de 2016 foi nomeado Chefe do Estado-Maior da Frota do Norte. Em 22 de novembro de 2017, foi nomeado vice-chefe do Estado -Maior General das Forças Armadas da Federação Russa e, em 14 de maio de 2018, tornou-se comandante interino da Frota do Mar Negro, sucedendo o almirante Aleksandr Vitko.  Ele foi confirmado em seu cargo em 26 de junho de 2018. 

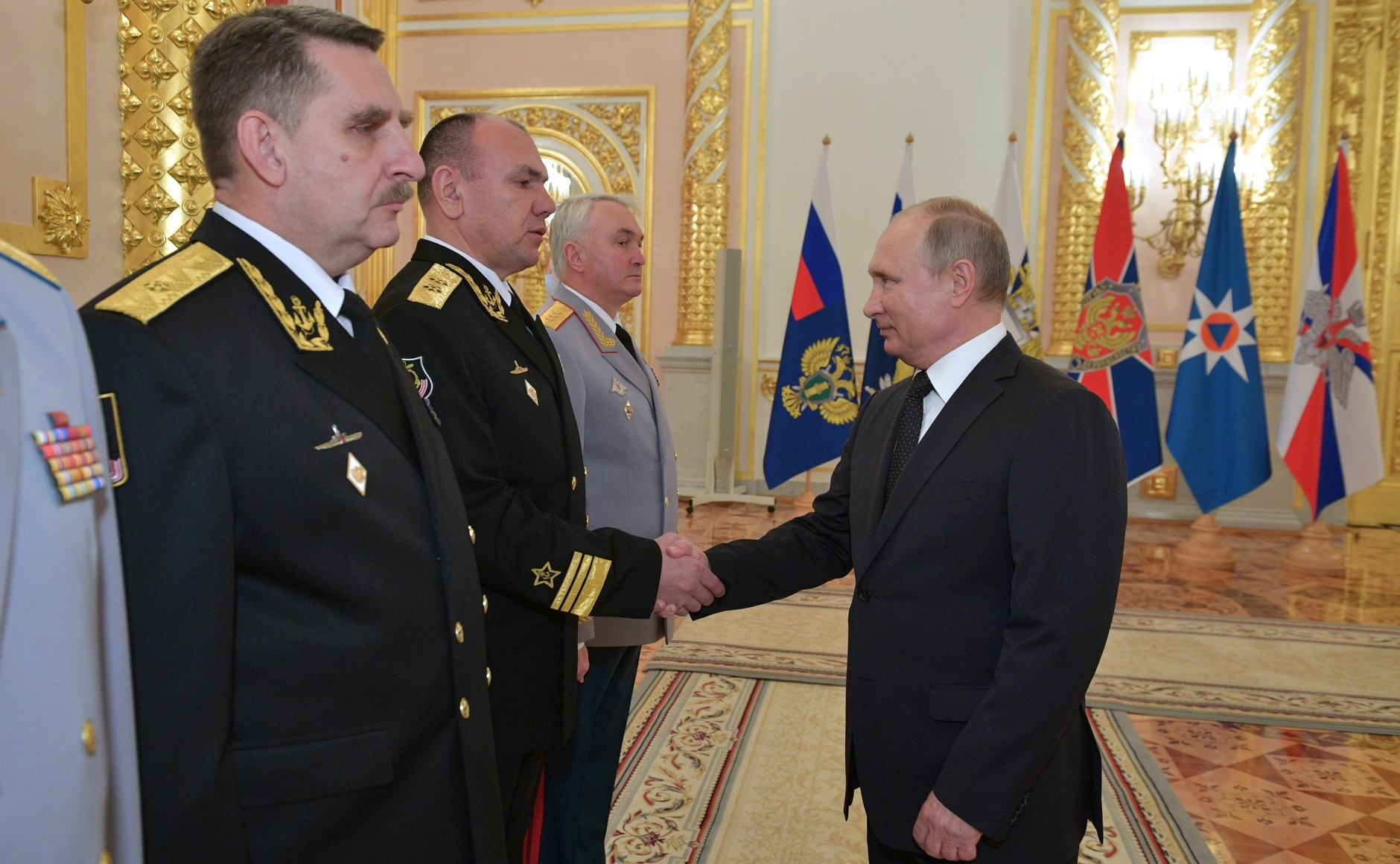
Moiseev, junto com Andrey Kartapolov (extrema direita), na cerimônia de premiação, concedida por Vladimir Putin, 25 de outubro de 2018

Foi condecorado duas vezes com a Ordem da Coragem, bem como com a Ordem do Mérito Militar e com a Medalha da Ordem "Por Mérito à Pátria" de segunda classe.  A Frota do Mar Negro está atualmente em expansão e, em 2019, ele anunciou que seis novos navios de combate e seis embarcações de apoio entrariam em serviço com a frota naquele ano. 
Em 16 de fevereiro de 2019, Moiseev foi um dos sete militares russos notificados pelos investigadores do Serviço de Segurança da Ucrânia por suspeita de "envolvimento numa guerra agressiva ou em ações militares agressivas", relacionadas com o incidente do Estreito de Querche em novembro de 2018.  O Coronel-General Aleksandr Dvornikov, Comandante do Distrito Militar do Sul, também foi um dos notificados.  Por decreto presidencial de 3 de maio de 2019, Moiseev foi nomeado comandante da Frota do Norte, sucedendo ao Almirante Nikolai Yevmenov, que foi nomeado Comandante-em-Chefe da Marinha Russa .  Moiseev foi promovido ao posto de almirante em 10 de dezembro de 2020. 
Em março de 2024, de acordo com o Izvestia, ele substituiu Nikolai Yevmenov como comandante-chefe interino da Marinha Russa. 